# Sallay Géza
Sallay Géza (Pestszentlőrinc, 1926. – Budapest, 2012. augusztus 6.) irodalomtörténész és italianista. Az Eötvös Loránd Tudományegyetem Bölcsészettudományi Kar Romanisztikai Intézet Olasz Nyelv- és Irodalom Tanszékének egykori oktatója, professor emeritusa és tanszékvezetője.

## Tanulmányai
Felsőfokú tanulmányait az Eötvös József Collegium-ban kezdte Klaniczay Tiborral, Szauder Józseffel, Németh Lajossal, Horányi Mátyással, Sárosi Bálinttal, Nemeskürty Istvánnal együtt.
1962-ben szerzett doktori címet irodalom és kultúratudományokból Budapesten.
2012. augusztus 6-án hunyt el Budapesten.

## Munkássága
Kutatási területe a Duecento és Dante Alighieri kora, A Commedia az egyetemes irodalomtörténetben, Francesco Petrarca és a Trecento költészete, a humanizmus, Niccolò Machiavelli, Giovanni Verga és a verizmus, a Decadentismo és a 20. századi olasz irodalom voltak.
1969 és 1971 között a Padovai Egyetemen oktatott.
1972 és 1991 között az Olasz Nyelv- és Irodalom Tanszékének a vezetője volt. 1972-ben Kardos Tibor halála utána vette át a tanszék vezetését.
1996-ban nyugdíjba vonult.

## Magánélete
Sallay Géza Ferencvárosban lakott.

## Publikációk
- Sallay, G. (1953). Dante politikai eszméi és a feudalizmus. In: Kardos Tibor (szerk.): Világirodalmi évkönyv. Budapest: Tankönyvkiadó Vállalat. 190−212.
- Sallay, G. (1955). Gramsci és az olasz irodalomtörténetírás. In: Filológiai Közlöny, 1955/3.
- Sallay, G. (1957. Eretnekmozgalmak és az olasz comunális polgárság vallásos krízise a trecento végén. In: Kardos Tibor (szerk.): Renaissance tanulmányok. Budapest: Akadémiai Kiadó. 9−98.
- Sallay, G. (1966). Világszemlélet és ábrázolás összefüggése a Színjátékban. In: Kardos Tibor (szerk.): Dante a középkor és a renaissance között. Budapest: Akadémiai Kiadó. 105−160.
- Sallay, G. (1967). Dino Campana. In: Szabó György (szerk.): Az olasz irodalom a XX. században. Budapest: Gondolat.
- Sallay, G. (2006). A Dante-életmű néhány fontos kérdéséről. In: Dante Füzetek. 1. 2006/1: 1−20.
- Sallay, G. (2011). Dante és Vergilius az Inferno I-II. énekében. In: Szegedi Eszter − Falvay Dávid (szerk.): „Ritrar parlando il bel”. Tanulmányok Király Erzsébet tiszteletére. Budapest: L’Harmattan. 17−31.